# طاعون لندن العظيم

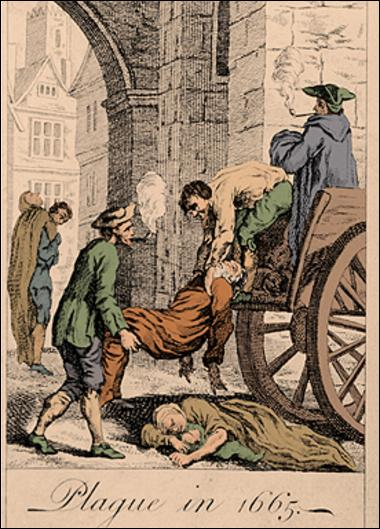
جنع الموتى خلال طاعون لندن العظيم.

الطاعون الكبير أو العظيم (1665-1666) كان آخر طاعون دبلي حدث في مملكة إنجلترا (والتي كانت جزء من المملكة المتحدة في العصر الحالي). حدث ذلك في بعد عدة قرون من زمن الوباء الثاني، الممتد من أوبئة الطاعون الدبلي المتقطعة التي بدأت في أوروبا عام 1347، في السنة الأولى من الموت الأسود تفشي ووتحول إلى أشكالا أخرى مثل الطاعون الرئوي، واستمر حتى 1750.
وكان عنيفًا خلال شهري أغسطس وسبتمبر بوجه خاص. تُوفي خلال أسبوع واحد 7,165 شخصًا بالطاعون.وكان العدد الإجمالي للوفيات حوالي 100,000 شخص، أو ما يقرب من 25% من سكان لندن. ويعود سبب هذا الطاعون إلى بكتيريا اليرسينية الطاعونية، والتي تنتقل بالعادة عن طريق لدغة براغيث الفئران المصابة. وكان بصفة عامة غير قابل للشِّفاء، وتأثيراته مرعبة، وأعراضه حُمَّى مع قشعريرة وتَوَرُّم الغدد الليمفاوية، وجنون حتمي، ثم وفاة. ولم يعرف النَّاس سببًا للمرض أو كيفية التَّحكم في مساره السريع.
دُفن ضحايا الطاعون في حفر كبيرة، وكان كثير من الرجال والنساء يقفزون داخل هذه الحفر ليُدفنوا أحياءً بدلاً من مواجهة آلام المرض. وهرب كثيرون خارج لندن. ولكن الوباء انتهى تمامًا بصورة مؤكَّدة بمجيء الجو البارد في أكتوبر من العام نفسه.

## لندن في عام 1665
بشكل مشابه للمدن الأوروبية الأخرى في تلك الفترة، كان الطاعون مرضًا متوطنًا في لندن في القرن السابع عشر. كان المرض يثور كل فترة على شكل أوبئة كبيرة. كان هناك 30,000 وفاة ناجمة عن الطاعون في عام 1603، و35,000 وفاة في عام 1625، و10,000 وفاة في عام 1636، بالإضافة إلى أعداد أقل في السنوات الأخرى.
خلال شتاء عام 1664، ظهر مذنب كبير في السماء، وكان سكان لندن خائفين ويتساءلون ما الحدث الشرير الذي ينبئ به. كانت لندن في ذلك الوقت تتألف من مدينة تبلغ مساحتها 445 فدانًا محاطة بسور المدينة والذي بُنِي أساسًا لإبعاد العصابات المداهمة. كانت هناك بوابات في لودغيت، ونيوغيت، وألدرزغيت، وكريبلغيت، ومورغيت، وبيشوبسغيت، وفي الجنوب يقبع نهر التمز وجسر لندن. في الأحياء الفقيرة من المدينة، كان من المستحيل الحفاظ على النظافة في الشقق والعلّيات المكتظة. لم يكن هناك صرف صحي، وكانت المصارف المفتوحة تتدفق بمحاذاة مركز الشوارع المتعرجة. كانت الحصى زلقة وعليها روث حيوانات، وقمامة، وفضلات ملقاة من المنازل، موحلة ومليئة بالذباب في فصل الصيف وغارقة في مياه الصرف الصحي في فصل الشتاء. وظفت شركة المدينة «جرافات» لإزالة أسوأ القذارة، وكانت تُنقَل إلى تلال خارج أسوار المدينة حيث كانت تتراكم وتتابع التحلل. كانت الرائحة الكريهة شديدة وكان الناس يتجولون وهم يضغطون على أنوفهم بمنديل أو بأكاليل ورود.
كانت بعض احتياجات المدينة الضرورية مثل الفحم تصل عبر البارجة، لكن معظمها كان يأتي عبر الطرقات. كانت العربات والمركبات والخيول وممرات المشاة مكتظة معًا، وكانت المداخل في السور تشكل اختناقات يصعب التقدم من خلالها. كان جسر لندن ذو الأقواس التسعة عشر أكثر ازدحامًا. كان الأغنياء يستخدمون تكسي لندن والمِحفّات للوصول إلى وجهاتهم دون أن تمسهم القذارة. كان الفقراء يمشون، وقد ترشهم المركبات ذات العجلات وتغمرهم الفضلات الملقاة والمياه الساقطة من الأسطح المتدلية. كان الخطر الآخر هو الاختناق بالدخان الأسود المتصاعد من المصانع التي تصنع الصابون، ومصانع الجعة، ومصاهر الحديد، ومن نحو 15,000 منزل يحرق الفحم.
خارج أسوار المدينة، نشأت ضواحٍ لتوفير منازل للحرفيين والتجار الذين توافدوا إلى المدينة المكتظة مسبقًا. كانت هذه مدن صفيح ذات أكواخ خشبية لا يوجد فيها صرف صحي. حاولت الحكومة السيطرة على هذا التطور، لكنها فشلت وعاش هنا أكثر من ربع مليون شخص. استولى مهاجرون آخرون على منازل فاخرة في البلدة أخلاها الفرسان (المقاتلون) الذين فروا من البلاد خلال الكومنولث الإنجليزي وحولوها إلى مساكن فيها أُسَر مختلفة في كل غرفة. سرعان ما خُرِّبت هذه الخصائص وأصبحت أحياء فقيرة موبوءة بالفئران.
نظّم اللورد العمدة وأعضاء مجلس المدينة والمستشارون العموميون إدارةَ مدينة لندن، ولكن لم تكن جميع المناطق المأهولة التي تشكل لندن بشكل عام جزءًا من المدينة بشكل قانوني. كان هناك داخل المدينة وخارج حدودها قطاعات، وهي مناطق ذات أحجام متفاوتة مُنِحت تاريخيًا حقوق الحكم الذاتي. ارتبط كثيرون بالمؤسسات الدينية، وعندما أُلغيت في سياق عمليات حل الأديرة، نُقِلت حقوقها التاريخية مع ملكيتها إلى المالكين الجدد. كانت المدينة المسورة محاطة بحلقة من القطاعات التي أصبحت تحت سلطتها والتي تُسمى في الوقت الحاضر «المدينة والقطاعات»، لكنها كانت محاطة بضواحي أخرى ذات إدارات مختلفة. كانت وستمنستر مدينة مستقلة لها قطاعاتها الخاصة، رغم انضمامها إلى لندن خلال التنمية الحضرية. كان برج لندن قطاعًا مستقلة كما كانت القطاعات الأخرى. أصبحت المناطق الواقعة شمال النهر التي لم تكن جزءًا من إحدى هذه الإدارات خاضعة لسلطة مقاطعة ميدلسكس، وأصبحت المناطق جنوب النهر خاضعة لسلطة مقاطعة سري.
في ذلك الوقت، كان الطاعون الدبلي مرضًا مثيرًا للذعر، ولكن لم يُفهَم سببه. ألقى السذج اللوم على انبثاقات من الأرض، أو «الفيضانات الطاعونية»، أو الطقس غير المعتاد، أو المرض في الماشية، أو السلوك غير الطبيعي للحيوانات أو زيادة في أعداد الشامات، أو الضفادع، أو الفئران، أو الذباب. لم يُحدد ألكسندر يرسين العامل المسبب، وهو اليرسينيا الطاعونية، حتى عام 1894، ولم تصبح طرق انتقال الجرثومة عن طريق براغيث الجرذان معروفة حتى ذلك الوقت. رغم أن الطاعون العظيم في لندن لطالما اعتُقد أنه طاعون دبلي تسببه اليرسينيا الطاعونية، لم يُثبت ذلك بشكل نهائي إلا من خلال تحليل الحمض النووي في عام 2016.

## تسجيل الوفيات
من أجل الحكم على شدة الوباء، من المهم في البداية معرفة عدد السكان الذين حدث بينهم. لم يكن هناك تعداد رسمي للسكان في تلك الفترة، ويعود أهم تعداد حالي لأعمال جون جرونت (1620 - 1674)، الذي كان أحد أوائل الزملاء في الجمعية الملكية وأحد أوائل علماء السكان في تطبيق مقاربة علمية على مجموعة الإحصاءات. في عام 1662، قدّر جرونت أن 384,000 شخص عاشوا في مدينة لندن، والقطاعات، ووستمنستر، والأبرشيات الخارجية، بناء على الأرقام الموجودة في قوائم الوفيات التي كانت تُنشَر كل عام في العاصمة. شكلت هذه الدوائر المختلفة ذات الإدارات المختلفة حدود لندن المعترف بها رسميًا. في عام 1665، نقّح تقديره إلى «ما لا يتجاوز 460,000 نسمة». وضع معاصرون آخرون رقمًا أعلى (على سبيل المثال، اقترح السفير الفرنسي 600,000)، ولكن دون أساس رياضي لدعم تقديراتهم. كانت ثاني أكبر مدينة في المملكة نوريتش التي يبلغ عدد سكانها 30,000 نسمة.
لم يكن هناك واجب لأي شخص في السلطة للإبلاغ عن وفاة ما. عوضًا عن ذلك، عيّنت كل أبرشية اثنين أو أكثر من «الباحثين عن الموتى» الذين تمثّل واجبهم بتفتيش الجثث وتحديد سبب الوفاة. كان من حق الباحث أن يتقاضى رسومًا صغيرة من الأقارب عن كل حالة وفاة يبلغون عنها، ومن ثم كانت الرعية عادة تعين شخصًا في المنصب يكون بحاجة ويتلقى دعمًا من الأبرشية. يعني ذلك أن الباحثين كانوا عادة من النساء المسنات والأميات، وقد لا يعرفن سوى القليل عن تحديد الأمراض، وكنّ منفتحات على عدم الأمانة.

## وصلات خارجية
- History of the Plague in London by Daniel Defoe
- Plague – Encyclopaedia Britannica 1911